# Tunceli
Tunceli (phát âm [tundʒeli]; tiếng Kurd: Dêrsimê, tiếng Zazaki: Desim hay Mamekiye)
là một thành phố Thổ Nhĩ Kỳ. Đây là tỉnh lỵ tỉnh Tunceli, nằm ở tâm vùng Đông Tiểu Á. Tên cũ của Tunceli là Mamiki (từ tiếng Armenia: Mamikon), Kalan, và Dersim. Thành phố có đa số cư dân là người Kurd và là nơi diễn ra cuộc nổi dậy Dersim.

## Từ nguyên
Tunceli có nghĩa là đất ("eli") đồng ("tunç") trong tiếng Thổ Nhĩ Kỳ, còn tên cũ "Dersim" ghép từ cửa ("der") và bạc ("sim) trong tiếng Ba Tư.

## Địa lý
Tunceli có tọa độ 39°06′B 39°33′Đ / 39,1°B 39,55°Đ, nằm ngay phía bắc nơi hai sông Munzur và Pülümür hợp lưu. Thành phố nằm trong thung lũng Munzur, nổi danh nhờ vẻ đẹp thiên nhiên. Vây quanh thành phố là dãy núi Munzur. Giao thông đến các thành phố có phần hạn chế. Dân số tính đến năm 2011 là 32.815 người. Đây là tỉnh lỵ ít dân nhất toàn Thổ Nhĩ Kỳ.

## Kinh tế
Hoạt động kinh tế dựa vào chăn nuôi gia súc. Lúa mì là sản phẩm nông nghiệp chính. Quanh đây có mỏ muối crom và ngọc, tuy hiện chỉ mới khai khác được muối crom. Có một số nhà máy chế biến sản phẩm nông nghiệp.

## Khí hậu
Tunceli có khí hậu lục địa mùa hè khô (phân loại khí hậu Köppen: Dsa) với mùa hè rất nóng, khô còn mùa đông lạnh, có tuyết rơi.
| Dữ liệu khí hậu của Tunceli (1960-2012)          | Dữ liệu khí hậu của Tunceli (1960-2012) | Dữ liệu khí hậu của Tunceli (1960-2012) | Dữ liệu khí hậu của Tunceli (1960-2012) | Dữ liệu khí hậu của Tunceli (1960-2012) | Dữ liệu khí hậu của Tunceli (1960-2012) | Dữ liệu khí hậu của Tunceli (1960-2012) | Dữ liệu khí hậu của Tunceli (1960-2012) | Dữ liệu khí hậu của Tunceli (1960-2012) | Dữ liệu khí hậu của Tunceli (1960-2012) | Dữ liệu khí hậu của Tunceli (1960-2012) | Dữ liệu khí hậu của Tunceli (1960-2012) | Dữ liệu khí hậu của Tunceli (1960-2012) | Dữ liệu khí hậu của Tunceli (1960-2012) |
| Tháng                                            | 1                                       | 2                                       | 3                                       | 4                                       | 5                                       | 6                                       | 7                                       | 8                                       | 9                                       | 10                                      | 11                                      | 12                                      | Năm                                     |
| ------------------------------------------------ | --------------------------------------- | --------------------------------------- | --------------------------------------- | --------------------------------------- | --------------------------------------- | --------------------------------------- | --------------------------------------- | --------------------------------------- | --------------------------------------- | --------------------------------------- | --------------------------------------- | --------------------------------------- | --------------------------------------- |
| Cao kỉ lục °C (°F)                               | 14.2 (57.6)                             | 18.1 (64.6)                             | 26.0 (78.8)                             | 32.2 (90.0)                             | 36.6 (97.9)                             | 39.0 (102.2)                            | 43.5 (110.3)                            | 43.5 (110.3)                            | 40.3 (104.5)                            | 35.6 (96.1)                             | 27.0 (80.6)                             | 21.7 (71.1)                             | 43.5 (110.3)                            |
| Trung bình ngày tối đa °C (°F)                   | 2.7 (36.9)                              | 4.5 (40.1)                              | 10.9 (51.6)                             | 17.9 (64.2)                             | 23.9 (75.0)                             | 29.9 (85.8)                             | 35.0 (95.0)                             | 35.2 (95.4)                             | 30.5 (86.9)                             | 22.7 (72.9)                             | 13.4 (56.1)                             | 5.5 (41.9)                              | 19.3 (66.8)                             |
| Trung bình ngày °C (°F)                          | −2.0 (28.4)                             | −0.4 (31.3)                             | 5.6 (42.1)                              | 11.9 (53.4)                             | 17.1 (62.8)                             | 22.7 (72.9)                             | 27.3 (81.1)                             | 26.9 (80.4)                             | 21.6 (70.9)                             | 14.7 (58.5)                             | 6.9 (44.4)                              | 1.0 (33.8)                              | 12.8 (55.0)                             |
| Tối thiểu trung bình ngày °C (°F)                | −5.8 (21.6)                             | −4.6 (23.7)                             | 0.8 (33.4)                              | 6.2 (43.2)                              | 10.2 (50.4)                             | 14.5 (58.1)                             | 18.9 (66.0)                             | 18.4 (65.1)                             | 13.3 (55.9)                             | 8.2 (46.8)                              | 2.0 (35.6)                              | −2.4 (27.7)                             | 6.6 (44.0)                              |
| Thấp kỉ lục °C (°F)                              | −30.3 (−22.5)                           | −29.0 (−20.2)                           | −24.7 (−12.5)                           | −7.1 (19.2)                             | −0.1 (31.8)                             | 5.3 (41.5)                              | 9.2 (48.6)                              | 7.7 (45.9)                              | 2.6 (36.7)                              | −4.0 (24.8)                             | −16.4 (2.5)                             | −25.6 (−14.1)                           | −30.3 (−22.5)                           |
| Lượng Giáng thủy trung bình mm (inches)          | 127.2 (5.01)                            | 109.0 (4.29)                            | 111.2 (4.38)                            | 108.4 (4.27)                            | 70.1 (2.76)                             | 19.0 (0.75)                             | 3.7 (0.15)                              | 2.9 (0.11)                              | 13.9 (0.55)                             | 65.0 (2.56)                             | 104.9 (4.13)                            | 139.6 (5.50)                            | 874.9 (34.46)                           |
| Số ngày giáng thủy trung bình                    | 11.9                                    | 12.1                                    | 13.0                                    | 13.8                                    | 12.2                                    | 5.2                                     | 1.5                                     | 1.2                                     | 2.6                                     | 8.4                                     | 9.6                                     | 11.8                                    | 103.3                                   |
| Số giờ nắng trung bình tháng                     | 105.4                                   | 112.0                                   | 167.4                                   | 192.0                                   | 279.0                                   | 336.0                                   | 368.9                                   | 350.3                                   | 291.0                                   | 213.9                                   | 150.0                                   | 93.0                                    | 2.658,9                                 |
| Nguồn: Devlet Meteoroloji İşleri Genel Müdürlüğü |                                         |                                         |                                         |                                         |                                         |                                         |                                         |                                         |                                         |                                         |                                         |                                         |                                         |